# Cogun Gunes
Cogun Gunes (persiska: Çoğun Günəş) är en ort i Iran.   Den ligger i provinsen Ardabil, i den nordvästra delen av landet, 500 km nordväst om huvudstaden Teheran. Cogun Gunes ligger 1 438 meter över havet och antalet invånare är 148.
Terrängen runt Cogun Gunes är kuperad.Runt Cogun Gunes är det ganska tätbefolkat, med 70 invånare per kvadratkilometer. Närmaste större samhälle är Germī, 14,3 km nordost om Cogun Gunes. Trakten runt Cogun Gunes består i huvudsak av gräsmarker.